# Carlo di Isenburg-Büdingen-Birstein
Carlo Isenburg-Büdingen-Birstein (nome completo in tedesco: Karl Viktor Amadeus Wolfgang Kasimir Adolf Bodo, Fürst zu Isenburg und Büdingen in Birstein; Birstein, 29 luglio 1838 – Karlovy Vary, 4 aprile 1899) è stato il capo della casata tedesca mediatizzata di Isenburg-Büdingen-Birstein.

## Biografia
Nacque a Birstein, nell'Assia, secondogenito del principe Vittorio Alessandro di Isenburg-Büdingen-Birstein e di sua moglie, la principessa Maria, figlia del principe Carlo Tommaso di Löwenstein-Wertheim-Rosenberg. Nel 1843, dopo la prematura morte del padre fu posto sotto tutela dello zio, il principe Volfango Ernesto III di Isenburg-Büdingen-Birstein, che lo educò nella fede protestante. Essendo tuttavia la madre di fede cattolica, nel 1861 si convertì al cattolicesimo.
Il 31 maggio 1865, all'età di ventisette anni, sposò l'arciduchessa d'Austria Maria Luisa d'Asburgo-Lorena (1845-1917), figlia del granduca Leopoldo II di Toscana e della sua seconda moglie, la principessa Maria Antonia di Borbone delle Due Sicilie. La sorellastra della sposa, Augusta Ferdinanda, era la moglie del principe Luitpold di Baviera, dal 1886 reggente per il suo paese. Lo storico Matthias Stickler osserva che il legame degli Asburgo con Carlo di Isenburg era destinato, insieme ad altre simili unioni matrimoniali, ad ostacolare la costante perdita di potere degli Asburgo all'interno della Confederazione tedesca. La coppia ebbe nove figli. Nel 1866, dopo la morte di suo zio, Carlo gli successe come principe di Isenburg-Büdingen-Birstein.
Insieme a suo cognato, il principe Carlo I di Löwenstein-Wertheim-Rosenberg, marito di sua sorella Adelaide, Carlo diventò uno dei sostenitori più attivi della causa cattolica, in particolar modo durante il periodo della Kulturkampf. Divenne inoltre presidente dell' "Associazione per la protezione degli emigranti tedeschi" che si occupava, in particolare, degli emigranti cattolici del Nord America. Morì improvvisamente durante un viaggio nel 1899, sua moglie Maria Luisa morì nel 1917. Carlo è un antenato della principessa di Prussia Sofia di Isenburg, moglie di Giorgio Federico, capo del casato di Hohenzollern e imperatore tedesco fino al 1918.

## Figli
I figli che Carlo ebbe da Maria Luisa sono:
- principe Leopoldo (1866-1933), successore di suo padre. Nel 1902 sposò la principessa Olga di Sassonia-Weimar-Eisenach (1869-1924), figlia del principe Ermanno di Sassonia-Weimar-Eisenach, ed ebbe figli. Si sposò, nuovamente nel 1924 con la contessa Marie di Dürckheim-Montmartin (1880-1937), senza figli.
- principessa Antonietta (1867-1943).
- principessa Maria (1868-1919).
- principe Francesco Giuseppe (1869-1939), sposò la principessa Federica di Solms-Braunfels, ed ebbe figli.[3] Sono i bisnonni di Sophie, principessa di Prussia.
- principe Carlo (1871-1951), sposò morganaticamente Bertha Lewis.
- principe Vittorio (1872-1946), sposò Leontine Rohrer.
- principe Alfonso (1875-1951), sposò nel 1900 la contessa Paolina di Beaufort-Spontin (1876-1955), ed ebbe figli.[3]
- principessa Elisabetta (1877-1943), sposò Georg Beyer
- principessa Adelaide (1878-1936).

## Ascendenza
|                                                                 |                                                                   |                                                               | Genitori                                                                           |  |  | Nonni |  |  | Bisnonni                                                         |  |  | Trisnonni                                                            |  |
|                                                                 |                                                                   |                                                               |                                                                                    |  |  |       |  |  | Volfango Ernesto II, principe di Isenburg e Büdingen in Birstein |  |  | Guglielmo Emico Cristoforo, conte di Isenburg e Büdingen in Birstein |  |
|                                                                 |                                                                   |                                                               |                                                                                    |  |  |       |  |  | Volfango Ernesto II, principe di Isenburg e Büdingen in Birstein |  |  | Guglielmo Emico Cristoforo, conte di Isenburg e Büdingen in Birstein |  |
|                                                                 |                                                                   | contessa Amalia Belgica di Ysenburg e Büdingen in Marienborn  |                                                                                    |  |  |       |  |  | Volfango Ernesto II, principe di Isenburg e Büdingen in Birstein |  |  |                                                                      |  |
| Carlo di Isenburg-Büdingen-Birstein                             |                                                                   |                                                               |                                                                                    |  |  |       |  |  | Volfango Ernesto II, principe di Isenburg e Büdingen in Birstein |  |  |                                                                      |  |
|                                                                 |                                                                   | principessa Sofia Carlotta di Anhalt-Bernburg-Schaumburg-Hoym | Vittorio I, principe di Anhalt-Bernburg-Schaumburg-Hoym                            |  |  |       |  |  |                                                                  |  |  |                                                                      |  |
|                                                                 |                                                                   | principessa Sofia Carlotta di Anhalt-Bernburg-Schaumburg-Hoym | Vittorio I, principe di Anhalt-Bernburg-Schaumburg-Hoym                            |  |  |       |  |  |                                                                  |  |  |                                                                      |  |
|                                                                 |                                                                   | principessa Sofia Carlotta di Anhalt-Bernburg-Schaumburg-Hoym | contessa Edvige Sofia Henckel von Donnersmarck                                     |  |  |       |  |  |                                                                  |  |  |                                                                      |  |
| Principe Vittorio Alessandro di Isenburg e Büdingen in Birstein |                                                                   | principessa Sofia Carlotta di Anhalt-Bernburg-Schaumburg-Hoym |                                                                                    |  |  |       |  |  |                                                                  |  |  |                                                                      |  |
|                                                                 |                                                                   | Francesco, conte di Erbach-Erbach                             | Giorgio Guglielmo, conte di Erbach-Erbach                                          |  |  |       |  |  |                                                                  |  |  |                                                                      |  |
|                                                                 |                                                                   | Francesco, conte di Erbach-Erbach                             | Giorgio Guglielmo, conte di Erbach-Erbach                                          |  |  |       |  |  |                                                                  |  |  |                                                                      |  |
|                                                                 |                                                                   | Francesco, conte di Erbach-Erbach                             | contessa Leopoldina di Salm-Grumbach                                               |  |  |       |  |  |                                                                  |  |  |                                                                      |  |
| contessa Carlotta di Erbach-Erbach                              |                                                                   | Francesco, conte di Erbach-Erbach                             |                                                                                    |  |  |       |  |  |                                                                  |  |  |                                                                      |  |
|                                                                 |                                                                   | contessa Luisa Carlotta di Leiningen                          | Carlo Federico Guglielmo, 1º principe di Leiningen                                 |  |  |       |  |  |                                                                  |  |  |                                                                      |  |
|                                                                 |                                                                   | contessa Luisa Carlotta di Leiningen                          | Carlo Federico Guglielmo, 1º principe di Leiningen                                 |  |  |       |  |  |                                                                  |  |  |                                                                      |  |
|                                                                 |                                                                   | contessa Luisa Carlotta di Leiningen                          | Cristiana Guglielmina Luisa di Solms-Rödelheim e Assenheim                         |  |  |       |  |  |                                                                  |  |  |                                                                      |  |
| Carlo, principe di Isenburg e Büdingen in Birstein              |                                                                   | contessa Luisa Carlotta di Leiningen                          |                                                                                    |  |  |       |  |  |                                                                  |  |  |                                                                      |  |
|                                                                 | Domenico Costantino, IV Principe di Löwenstein-Wertheim-Rochefort | Principe Alessandro Teodoro di Löwenstein-Wertheim-Rochefort  |                                                                                    |  |  |       |  |  |                                                                  |  |  |                                                                      |  |
|                                                                 | Domenico Costantino, IV Principe di Löwenstein-Wertheim-Rochefort | Principe Alessandro Teodoro di Löwenstein-Wertheim-Rochefort  |                                                                                    |  |  |       |  |  |                                                                  |  |  |                                                                      |  |
|                                                                 | Domenico Costantino, IV Principe di Löwenstein-Wertheim-Rochefort | Contessa Luisa di Leiningen-Dachsburg-Hartenburg              |                                                                                    |  |  |       |  |  |                                                                  |  |  |                                                                      |  |
| Carlo Tommaso, V Principe di Löwenstein-Wertheim-Rosenberg      | Domenico Costantino, IV Principe di Löwenstein-Wertheim-Rochefort |                                                               |                                                                                    |  |  |       |  |  |                                                                  |  |  |                                                                      |  |
|                                                                 |                                                                   | Principessa Leopoldina di Hohenlohe-Waldenburg-Bartenstein    | Luigi, Principe di Hohenlohe-Waldenburg in Bartenstein                             |  |  |       |  |  |                                                                  |  |  |                                                                      |  |
|                                                                 |                                                                   | Principessa Leopoldina di Hohenlohe-Waldenburg-Bartenstein    | Luigi, Principe di Hohenlohe-Waldenburg in Bartenstein                             |  |  |       |  |  |                                                                  |  |  |                                                                      |  |
|                                                                 |                                                                   | Principessa Leopoldina di Hohenlohe-Waldenburg-Bartenstein    | Contessa Polissena di Limburg-Stirum                                               |  |  |       |  |  |                                                                  |  |  |                                                                      |  |
| principessa Maria di Löwenstein-Wertheim-Rosenberg              |                                                                   | Principessa Leopoldina di Hohenlohe-Waldenburg-Bartenstein    |                                                                                    |  |  |       |  |  |                                                                  |  |  |                                                                      |  |
|                                                                 |                                                                   | Giuseppe Nicola, Conte di Windisch-Grätz                      | Leopoldo Carlo Giuseppe, Conte di Windisch-Grätz                                   |  |  |       |  |  |                                                                  |  |  |                                                                      |  |
|                                                                 |                                                                   | Giuseppe Nicola, Conte di Windisch-Grätz                      | Leopoldo Carlo Giuseppe, Conte di Windisch-Grätz                                   |  |  |       |  |  |                                                                  |  |  |                                                                      |  |
|                                                                 |                                                                   | Giuseppe Nicola, Conte di Windisch-Grätz                      | Contessa Maria Antonia di Khevenhüller                                             |  |  |       |  |  |                                                                  |  |  |                                                                      |  |
| Contessa Sofia di Windisch-Grätz                                |                                                                   | Giuseppe Nicola, Conte di Windisch-Grätz                      |                                                                                    |  |  |       |  |  |                                                                  |  |  |                                                                      |  |
|                                                                 |                                                                   | Principessa e Duchessa Leopoldina d'Arenberg                  | Carlo Maria Raimondo d'Arenberg, Principe e V Duca d'Arenberg, XI Duca di Aarschot |  |  |       |  |  |                                                                  |  |  |                                                                      |  |
|                                                                 |                                                                   | Principessa e Duchessa Leopoldina d'Arenberg                  | Carlo Maria Raimondo d'Arenberg, Principe e V Duca d'Arenberg, XI Duca di Aarschot |  |  |       |  |  |                                                                  |  |  |                                                                      |  |
|                                                                 |                                                                   | Principessa e Duchessa Leopoldina d'Arenberg                  | Louise Margarete de la Marck-Schleiden, Contessa di Vardes                         |  |  |       |  |  |                                                                  |  |  |                                                                      |  |
|                                                                 |                                                                   | Principessa e Duchessa Leopoldina d'Arenberg                  |                                                                                    |  |  |       |  |  |                                                                  |  |  |                                                                      |  |